# Douchy-les-Mines
Douchy-les-Mines es una comuna francesa situada en el departamento del Norte, en la región de Alta Francia.

## Demografía
| 5242 | 7421 | 11 118 | 11 140 | 10 931 | 10 413 | 10 207 |
| Para los censos de 1962 a 1999 la población legal corresponde a la población sin duplicidades (Fuente: INSEE [Consultar]) |      |        |        |        |        |        |

## Personas notables
- Charles Alexandre Crauk, pintor (1819–1905)
- Jean-Baptiste Dupilet, político francés (1880–1952)
- Robert Mintkewicz, corredor en bicleta (nacido en 1947)